# Az arany meteor
Az arany meteor fantasztikus regényt (La Chasse au météore) Jules Verne 1901-ben írta, de csak halála után jelent meg. 

## Keletkezése
A megjelent művön fia, Michel Verne számos módosítást végzett, így a szakértők vitatják, mennyiben tekinthető az ismert regény Jules Verne művének. A fia által gondozott verzió először a Le Journal lapban jelent meg 1908. március 5. (5635. szám) és 1908. április 10. (5671. szám) között. A könyvet a Hetzel és fia kiadó adta ki, 1908. április 30-án jelent meg első illusztrált változat A dunai hajós regénnyel egy kötetben.
A könyv megírásához az ihletet egy Észak-Franciaország égboltján áthaladó meteorit adhatta, Verne 1901. augusztus 16-i dátummal ellátott jegyzetet készített a jelenségről.
A posztumusz megjelent Verne-művek esetében a szakemberek élvezettel kutatják fel és teszik közzé az eredeti, Jules Verne írta műveket, ez történt ezzel a regénnyel is. Ők ezeket a műveket apokrif műveknek tekintik, amelyek nem részei a Verne-életműnek.
Mások úgy vélik, hogy Michel Verne-nek minden joga megvolt a művek módosítására, ő volt apja irodalmi hagyatékának egyetlen kezelője, a kiadóval kötött szerződés szabad kezet adott neki. Sőt, több esetben épp a kiadó kérte, hogy Michel oly módon módosítsa apja művét, hogy az nagyobb elfogadottságot nyerjen frissebbé válásával.
Az eredeti regényben nem szerepel Zéphyrin Xirdal – sok olvasó számára pedig tipikusan verne-i tudós karakter. Mitz szerepe úgy módosul, hogy kotnyelessége és körülményességének természetes folyamata legyen a bekövetkező tragédia. Mindezek miatt az eredeti 17 fejezetről 21 fejezetesre nőtt a regény.

## Tartalom
A Michel Verne által módosított regény tartalma.
|  | Alább a cselekmény részletei következnek! |

Az arany meteor két cselekményszálon fut, és bár találkozik a kettő, semmilyen hatással sincsenek egymásra.
A meteorhoz csak nyomokban kapcsolódóban Seth Stanfort és Arcadia Walker megesküsznek, majd elválnak és végül újra összeházasodnak.
A meteor története az amerikai Whastonban kezdődik. Dean Forsyth amatőrcsillagász, akivel egy háztartásban él unokaöccse, Francis Gordon. Házvezetőnőjük a felvágott nyelvű Mitz. A házban él még Tom Wofe (becenevén: Omikron, Korom), aki Dean Forsyth segédje csillagászati kutatásai során. A városka másik házában él a Hudelson család. Az orvos Sydney Hudelson szintén amatőrcsillagász, felesége Flora, két lányuk a tizennyolc éves Jenny és a tizennégy éves Lou. Francis Gordon és Jenny Hudelson jegyben jár, házasodni készül.
Egy éjszaka mindkét amatőrcsillagász meteor áthaladását észleli az égbolton. Az égi jelenségről beszámolnak az újságok, a vizsgálatába bekapcsolódnak a csillagvizsgálók. Hamarosan kiderül, hogy a meteor aranyból van, vagy legalábbis nagy mennyiségben tartalmaz aranyat. A két felfedező, némileg a sajtóban megjelenő cikkek hatására, összevész a felfedezés jogán. Később a meteor tulajdonjogát is maguknak vindikálják, de a Föld országai is összeülnek eldönteni, hogy kié is a meteor aranya. A két férfi úgy összevész, hogy az esküvő is veszélybe kerül, a két fiatalt eltiltják attól, hogy a másikat felkeressék, találkozzanak. A megfigyelők szerint a meteor Föld körüli pályára áll, úgy kering a Föld körül, mintha annak holdja lenne.
Zéphyrin Xirdal, egy ifjú francia tudós, olvasván a meteorról, pusztán tudományos célból úgy dönt, hogy azt megszerzi. Ehhez fel kívánja használni az általa fejlesztett eszközt és az általa felfedezett xirdalium elemet. Xirdal nagybátyja, Robert Lecoeur bankárt rabul ejti a gondolat, hogy annyi aranyra tehet szert, amennyi jelenleg nem is található a Földön. Xirdal eszközével eltéríti a meteort, Lecoeur felvásárolja azt a területet, ahová számítás szerint a meteor le fog esni, becsapódik.
Az országok ezalatt eredménytelenül tanácskoznak a még keringő meteor felosztásán, a tudósokat sokkoló hír őket is meglepi, a meteor pályája napról napra módosul. Hamarosan kiderül, hogy a meteor várhatóan a grönlandi Upernivik közelében ér Földet. A két amatőrcsillagász, a két szomorú szerelmes, Xirdal és nagybátyja a helyszínre tart. Ide utazik az éppen elvált Seth Stanfort és Arcadia Walker is.
A meteor a várt időpontban az előre jelzett területen becsapódik. Az oda sereglő kíváncsiak feldúltan tapasztalják, hogy a terület magánterület, Xirdal és nagybátyja tulajdona. Ők úgy gondolják, hogy ami oda esett, az is az övék. Lecoeur utasítására bankja már napok óta ad el aranyat, a meteor, ha tényleg sikerül megszerezni, akkor az arany erős értékvesztését okozza. Hamarosan az összes számottevő nemzet hadihajója is megérkezik a közeli vizekre.
A meteor becsapódása közvetlenül a parton történt, szerencsére súlypontja a szárazföld felett van, így nem esett vízbe. Viszont ahhoz még túl forró, még nem hűlt ki, hogy meg lehessen közelíteni. Xirdalt bosszantják az értelmetlen emberek, nagybátyja érzi, hogy az arany meteort el fogják tőlük venni a felsorakozott államok, ezért úgy döntenek, hogy Xirdal a csodaszerkezetével, amellyel bevonzotta a meteort, most a tengerbe taszítja. Xirdal hozzá is lát a feladat elvégzéséhez. Lecoeur utasítást ad bankjának, hogy vegyenek meg minden aranyat, aranybányát – rövid idő alatt a Föld aranyvagyonának a fele bankjáé lesz.
Amikor, ahogy mások is, Hudelson látja, hogy a meteor lassan csúszik a tenger felé, oda akar rohanni, de a hőség leveszi a lábáról. Dean Forsyth siet a segítségére, de őt is leteríti a hőség, alig sikerül kettejüket megmenteni. A meteor a tengerbe csúszik és eltűnik. A két csillagász kibékül, Francis Gordon és Jenny Hudelson összeházasodik.
|  | Itt a vége a cselekmény részletezésének! |

## Fejezetek
Első fejezet Melyben John Proth bíró a legkellemesebb hivatali kötelességét végzi el, mielőtt kertjébe vonulna vissza.
Második fejezet Amely az olvasót Dean Forsyth házába vezeti és megismerteti vele annak öccsét, Francis Gordont és házvezetőnőjét, Mitzet.
Harmadik fejezet Melyben dr. Sydney Hudelsonról, a feleségéről, mistress Flora Hudelsonról és a nevezettek két lányáról, Jenny és Lou kisasszonyokról lesz szó.
Negyedik fejezet Melyben két levelet vesznek fel a tűzgolyó aktái közé – melyek közül az egyiket a pittsburghi, a másikat a cincinnati csillagdához intézték.
Ötödik fejezet Melyben Dean Forsyth és doktor Sydney Hudelson minden fáradozásuk ellenére mégiscsak az újságokból hallanak további hírt a meteorjukról.
Hatodik fejezet Amelyben néhány többé-kevésbé fantasztikus változatokat találunk általában a meteorokról és speciálisan Forsyth és Hudelson urak tűzgolyójáról.
Hetedik fejezet Amelyben Hudelsonné nagyon aggódik a férje miatt, míg viszont a derék Mitz erélyesen helyreigazítja gazdája fejét.
Nyolcadik fejezet Melyben a sajtó polémiája még jobban elmérgesíti a helyzetet, és amely egy határozott és váratlan megállapítással végződik.
Kilencedik fejezet Melyben az újságok, a nép, Dean Forsyth és Hudelson doktor valóságos matematikai orgiákat ülnek.
Tizedik fejezet Amelyben Xirdal Zephyrinnek ötlete, aztán még egy ötlete támad.
Tizenegyedik fejezet Amelyben Dean Forsyth és Hudelson doktor súlyos izgalmat élnek át.
Tizenkettedik fejezet Amelyben Stanfortnét türelmetlen várakozásban látjuk viszont, s amelyben John Proth bíró illetéktelennek jelenti ki magát.
Tizenharmadik fejezet Melyben, mint azt John Proth bíró sejtette, egy harmadik, majd egy negyedik vetélytárs is felmerül.
Tizennegyedik fejezet Amelyben özvegy Thibautné akaratlanul az égi mechanika legmagasabb problémáiba ártja magát, és nehéz gondokat okoz Robert Lecoeur bankárnak.
Tizenötödik fejezet Amelyben J. B. K. Lowenthal kihirdeti a nagy sorsjáték nyertesét.
Tizenhatodik fejezet Amelyben a kíváncsiak nagy tömege használja ki az alkalmat, hogy Grönlandba utazzék és jelen legyen a csodálatos meteor leesésénél.
Tizenhetedik fejezet Amelyben a csodálatos meteor és a Mozik egy utasa találkoznak, – mégpedig az utóbbi Oregon egy utasával, az előbbi a földgömbbel.
Tizennyolcadik fejezet Melyben, hogy hozzájussanak a meteorhoz, Schnack úr és számos cinkosa a betöréstől sem riad vissza.
Tizenkilencedik fejezet Amelyben Xirdal Zephyrin egyre növekvő ellenszenvet érez a meteor iránt, s ami ebből következik.
Huszadik fejezet Amelyet talán elégedetlenül olvasnak majd, de amelyet a szerző a történelmi igazság tiszteletben tartásával úgy írt meg, ahogyan egyszer a csillagászat évkönyveiben feljegyzik a történteket.
Utolsó fejezet Amelyben a történet befejeződik, és az utolsó szó John Proth úré, a whastoni bíróé.

## Értékelés
Az arany meteor (La Chasse au météore, tehát pontosabb fordításban: Hajsza a meteor után) egy aranytartalmú égitestért való komikus versengés története. Egy fiatal francia tudós, Zéphyrin Xirdal készülékével lecsábítja a kincses meteort a Földnek egy előre megvett pontjára; de mert a készüléket takarítás közben odébb tette Xirdal pedáns gazdasszonya, a meteor néhány méterrel közelebb esik a tengerhez, és a kincskeresők nagy bánatára beléje is csúszik.
Ám azért az apró szemrehányások sem maradnak el. A franciák nem szeretik a komoly, nehéz tanulmányt, nekik regény kell, állapítja meg a Barsac-misszió riportere. A földrajzban kissé felületesek. Zéphyrin Xirdal azért vesztette el aranymeteorját, mert csak iskolai térképet használt. »Mindenki tanulhat ebből! Az olvasó helyesen teszi, ha ráadja magát a földrajz alaposabb tanulmányozására, és megjegyzi magának, hogy Upernivik sziget. Hasznára válhat, ha egyszer el kell indulnia, hogy megkeressen egy 5768 milliárdot érő meteort«.

## Szereplők
- Dean Forsyth, amatőrcsillagász, a meteor két felfedezőjének egyike
- Francis Gordon, Mr. Forsyth unokaöccse, szerelmes Jenny Hudelsonba
- Mitz, Mr. Forsyth házvezetőnője
- Tom Wofe, Dean Forsyth úr segédje, becenevén Omikron
- Sydney Hudelson, orvos, a meteor másik felfedezője
- Flora Hudelson, született Flora Clarish, az orvos felesége
- Jenny Hudelson (18), Hudelsonék lánya, szerelmes Francis Gordonba
- Lou Hudelson (14), Hudelsonék lánya
- Zéphyrin Xirdal
- Robert Lecœur, bankár, Xirdal nagybátyja
- Marcel Leroux, Xirdal barátja
- Mrs. Thibaut, özvegy, volt hentes, házvezetőnő Xirdalnál
- John Proth, bíró Whastonban
- Kate, Proth bíró házvezetőnője
- O'Garth tisztelendő
- Seth Stanfort
- Arcadia Walker
- Bertha, Arcadia Walker komornája
- Walter Wragh, léghajós
- J. B. K. Lowenthal, a Bostoni Obszervatórium igazgatója
- Ewald Schnack, a Nemzetközi Konferencia grönlandi delegátusa
- Ramontcho, a Nemzetközi Konferencia andorrai delegátusa
- Harvey, a Nemzetközi Konferencia Egyesült Államok-béli delegátusa
- Szaratov, a Nemzetközi Konferencia orosz delegátusa
- Wharf, londoni csillagász
- Brian Haldorsen

## Érdekességek
- A regény meteorról szól, néha tűzgömbről beszélnek a szereplők, a meteorit a lezuhant meteor neve, nem tévesztendő össze a meteoroiddal.
- Feltéve, hogy a Forsyth-Hudelson-féle tűzgolyó magja valóságos gömb tíz méter átmérővel, akkor ha vasból volna, a gömb súlya 3 773 tonnát (ezer kilogrammjával) tenne ki. Ha azonban színaranyból van, akkor a súlya 10 083 tonna, és az értéke több mint 31 000 000 000 (harmincegy-milliárd) frank. Ebből legalább annyit láthatunk, hogy a Standard a kor magaslatán állott, mert tizedes rendszerben számolt és nem lábban és fontokban. Ezért engedjék meg, hogy üdvözöljük őt ezen a helyen.[12] A 2020. szeptember 29-i árfolyamon 18,9 milliárd forint lenne a meteor értéke.
- - Neked megvan! Neked megvan!... De hát hogyan akarsz hatni erre az oly távolságban levő testre?... Hol találsz arra megfelelő támaszpontot? És milyen erővel akarsz dolgozni?

- Nagyon soká tartana, ha röviden megmagyaráznám ezt magának és azonfelül felesleges is lenne, mert úgysem értene meg belőle semmit sem.
A válasz Jules Verne-nél soha nem hangozna el, egyértelműen Michel Verne betoldása ez. Ha Verne olyan technikai látomásról írt, amelynek nem tudta magyarázatát adni, akkor azt vagy rejtélyként mutatta be, vagy elegánsan kikerülte a magyarázatot, elég példaként a Hódító Robur, A Világ Ura vagy a Nemo kapitány elektromos erőforrások leírásának hiányosságaira utalni.
- Az Unió nagy köztársaságában semmi sem egyszerűbb, mint a válás, mikor ebben a csodálatos világban, egyszer megesküdött az ember. Némely államban elég egy kitalált lakcímet bemondani és személyesen megjelenni, s a válást azonnal ki lehet mondatni.[14] Vernét lenyűgözte, hogy Amerikában milyen egyszerű a házasságkötés, ezért a Bombarnac Klaudiusban vonaton adja össze Ephrinellt és Bluettet. És a regény végén Pekingben már válnak is, amerikai módon.
- Így például Magyarország és Finnország azt követelték, hogy külön képviseletben jelenhessenek meg a tárgyalásokon, ami ellen a bécsi és a szentpétervári kormányok a legélénkebb tiltakozásukat jelentették be.[15]
- A tengerparton való tartózkodása a lehető legkellemesebben folyt le és talán még továbbra is nyúlt volna, ha megérkezte után tizenkét nappal nem jön arra a fantasztikus ötletre, hogy fehérneműt vált.[16]
- - Mit csinált a meteor?

- Azon az úton van, hogy szerencsétlenséget hoz az egész világra. Meg sem lehet számolni a gaztetteit. Nem elégedett meg azzal, hogy tolvajokat csinált az egész emberiségből, tűzbe-vérbe akarja borítani az egész világot, mindenütt egyenetlenséget szítva. Még az sem minden. Most már a házasságokat is meghiúsítja...
Verne az érdemtelen meggazdagodás ellen volt minden regényében. Az Antifer mester csodálatos kalandjai hőseivel bejáratta a világot, az aranylázról szól Az aranyvulkán regénye, A Jonathan hajótöröttei törékeny társadalmát is az aranyláz zúzza rommá.
- A regény a tőzsde kritikája is – Verne fiatalkorában tőzsdei alkusznak tanult és dolgozott.
- 1908. június 30-án, két hónappal a La Chasse au Météore megjelenése után következett be a tunguszkai esemény, a légkörbe lépett égitest tűzgömbbé válása, majd a légkörben felrobbanása.
- Csillagászat. Verne különös érdeklődést mutat a világűr iránt. Talán legismertebb két műve – az Utazás a Holdba és az Utazás a Hold körül – is már a csillagok felé visz, bár csak a Hold köré jutnak a hősök. Akik ismét felbukkannak a Világfelfordulás regényben, ahol a Föld forgását akarják megváltoztatni. A Hector Servadacban Palmyrin Rosette azt állítja, hogy felfedezte a Gallia üstököst, amelyben a főszereplők utaznak. Roseta magának való, aki csak a tudománynak él. Hasonló a helyzet Verne másik híres csillagásza, Thomas Black, A prémvadászok tudósával is. Ez a karakter is egy teljesen őrült tudós.
- Atomfizika. Xirdal egy adott pillanatban az anyagról és az energiáról mint cserélhető entitásokról beszél. Megemlíti a sugárzás távoli működését, míg találmányával (spirális semleges sugarak alapján) megpróbálja megszüntetni vagy csillapítani a Föld gravitációs erejét.
- Kémia. Michel Verne feltalálója, Xirdal felfedezi a xirdalium nevű radioaktív elemet, amely, mint említettük, százezerszer radioaktívabb, mint maga a rádium.[13] A radioaktív elemet egyszerű fadobozban szállítják, védőfelszerelés nélkül kezelik.

## Georges Roux-illusztrációk

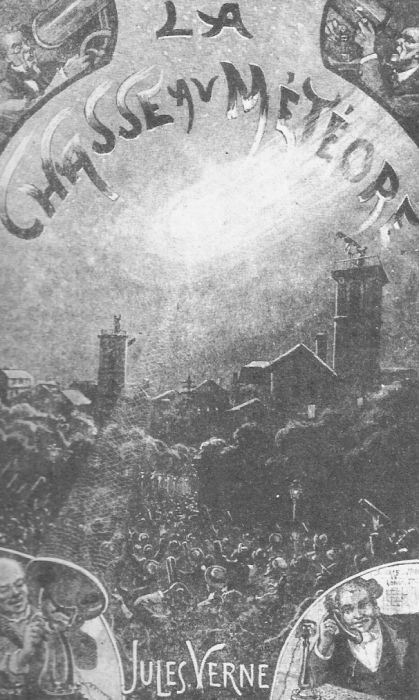
George Roux borítóillusztrációja az eredeti francia kiadásból
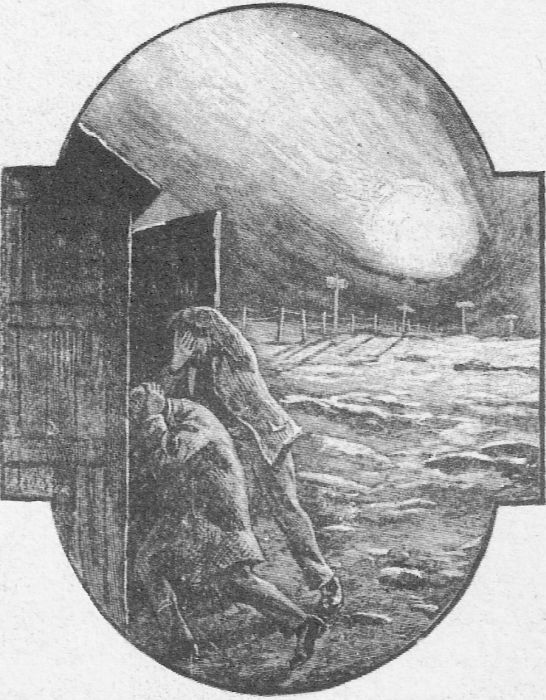
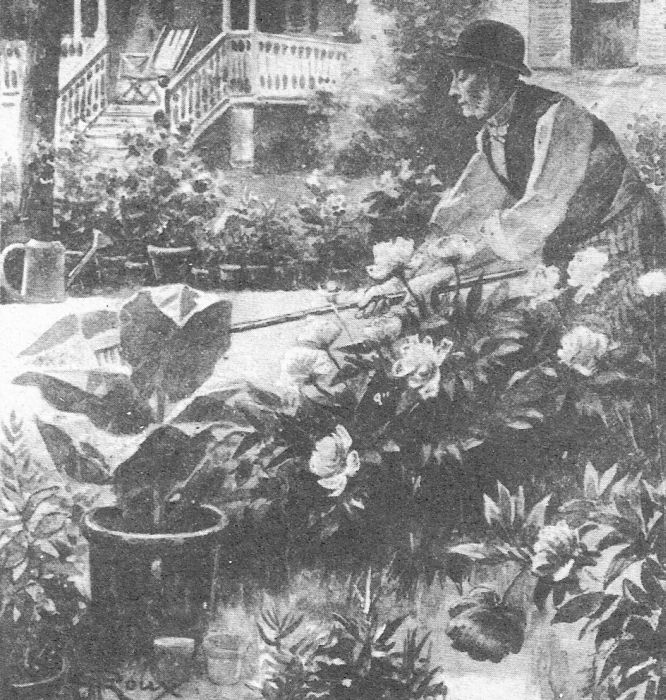
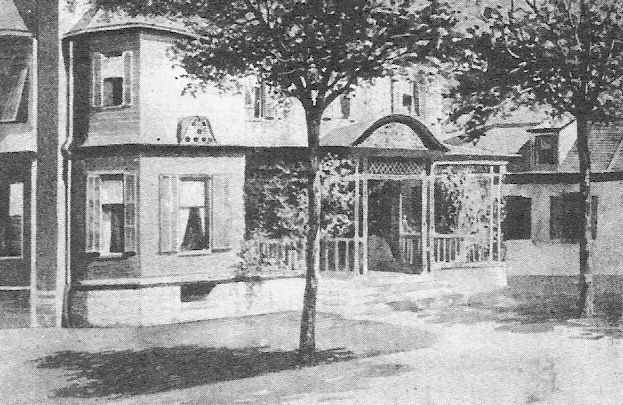
John Proth bíró otthona
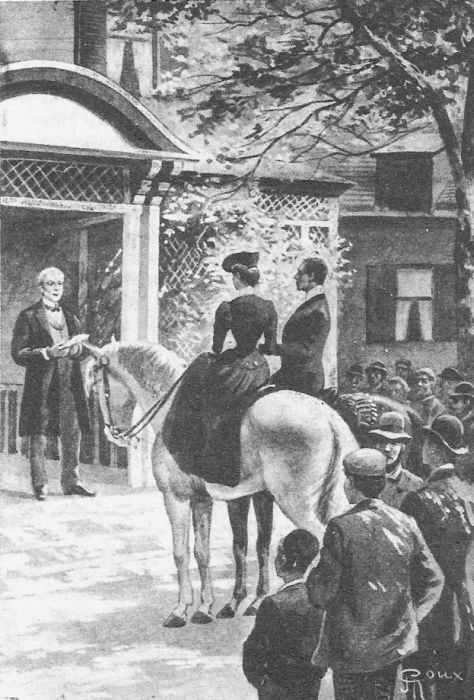
– A törvény nevében házastársaknak jelentem ki önöket.
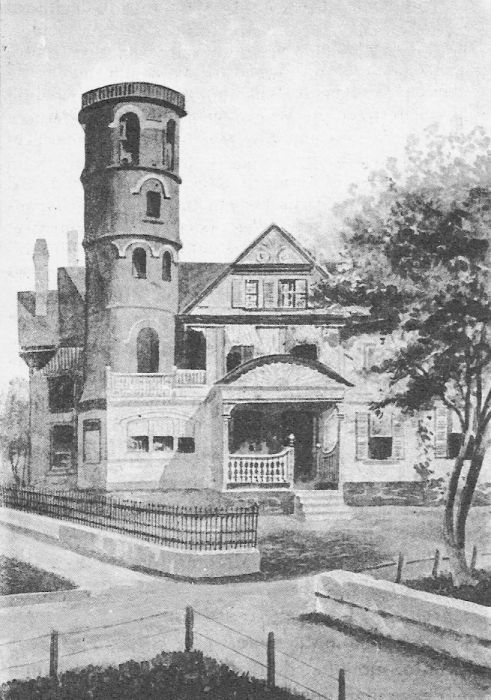
Dean Forsyth úr háza
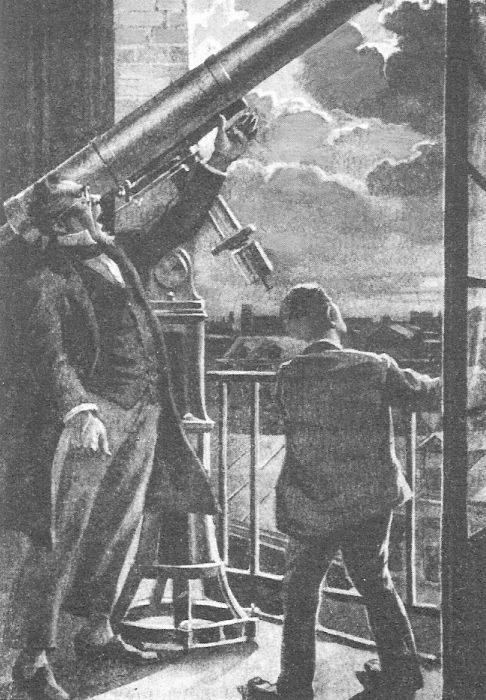
Milyen fenyegetések vannak ez ellen az égbolt ellen...
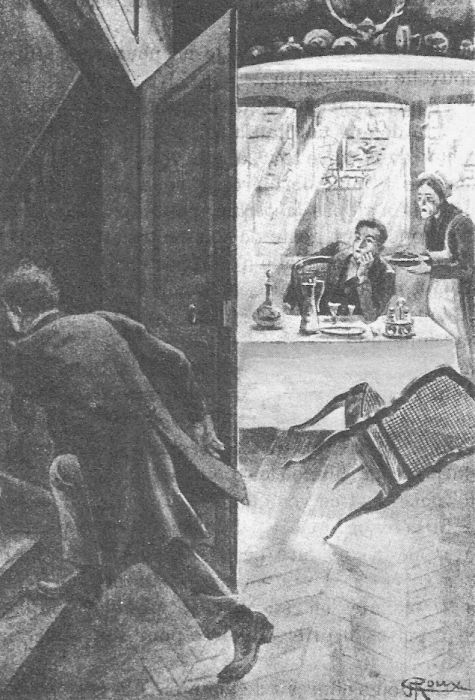
„A nap!... A nap!...”
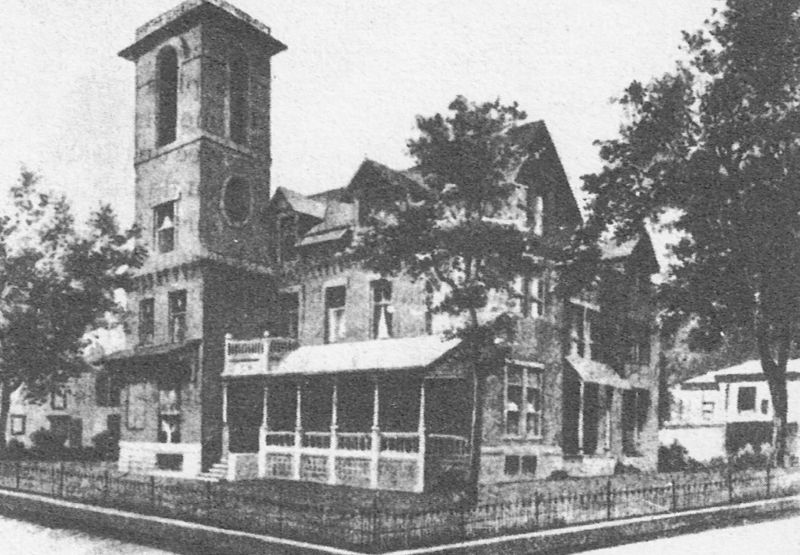
Sydney Hudelson orvos háza
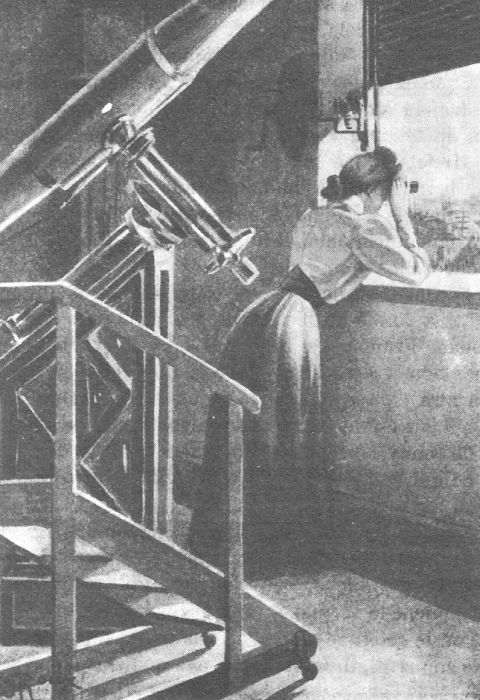
Gyakran a szemük a távcsöveken keresztül beszélgetett.
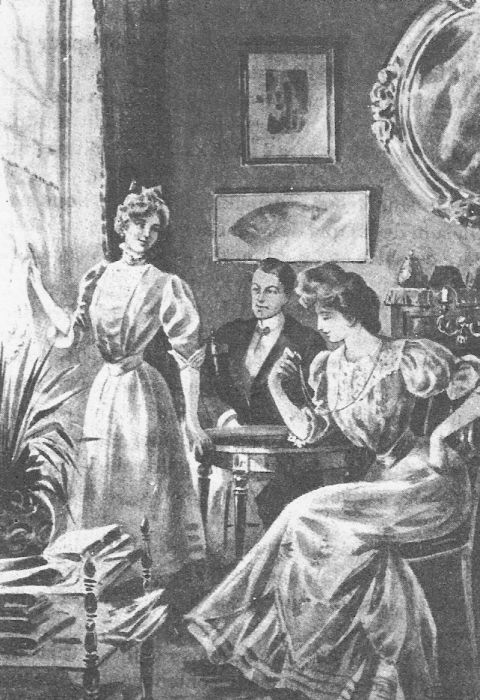
– Ugyan, biztosan elveszett valami drága bolygó – kiáltott Lou.
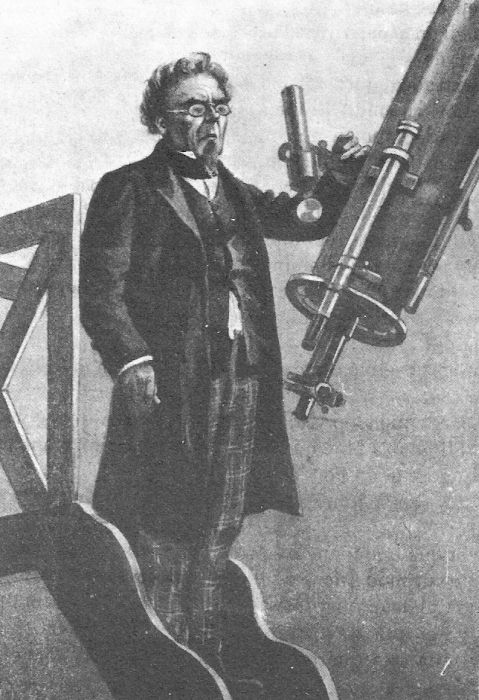
Dean Forsyth
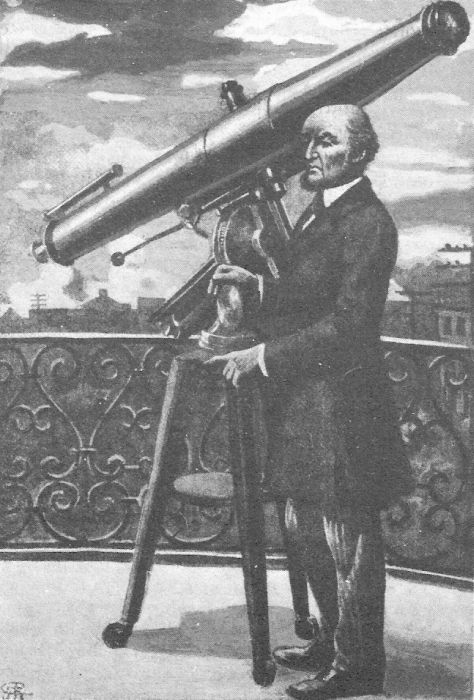
Dr. Sydney Hudelson
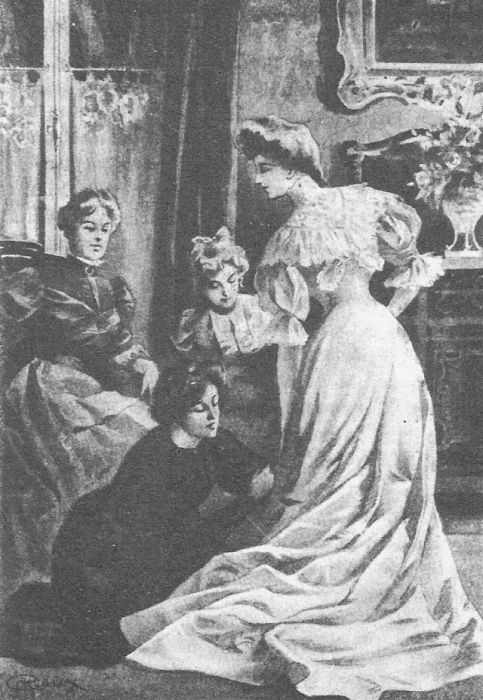
Flora Hudelson, Jenny Hudelson és Lou Hudelson
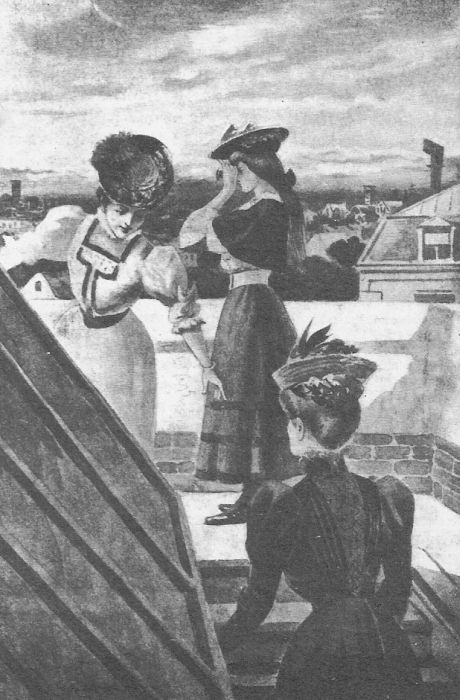
Hatalmas terasz uralkodott rajta...
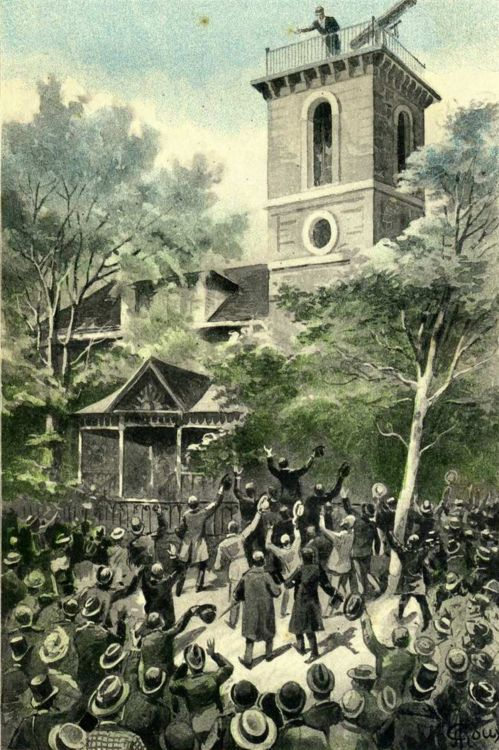
A tömeg nem tett különbséget a két csillagász között.
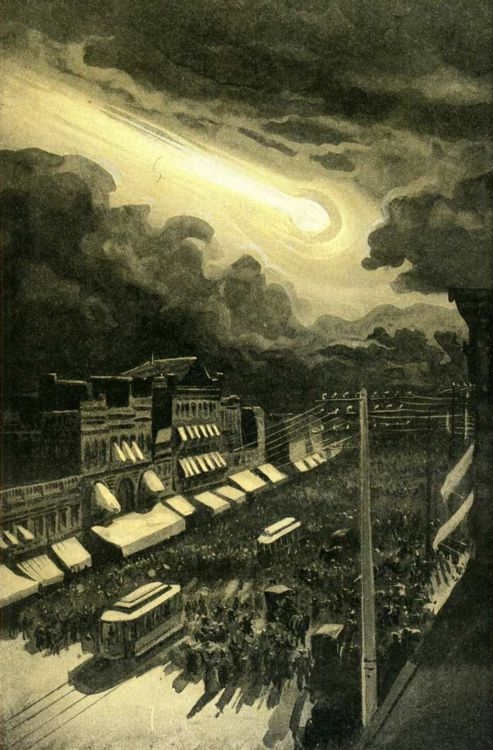
A csoportokat kitartottak éjszaka és nappal.
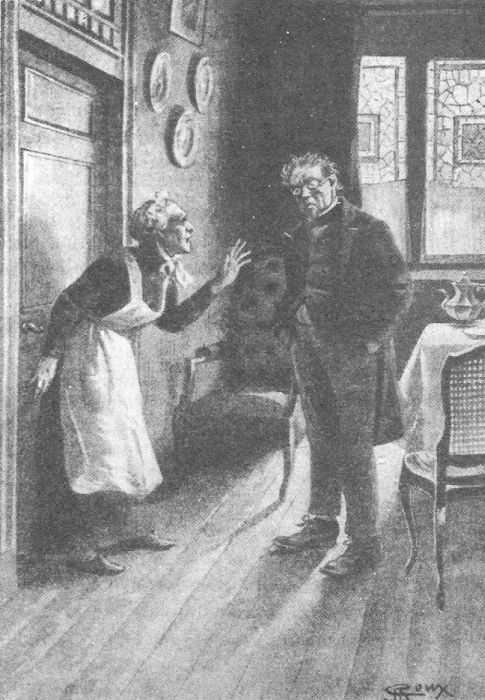
„Hát várni fog!”
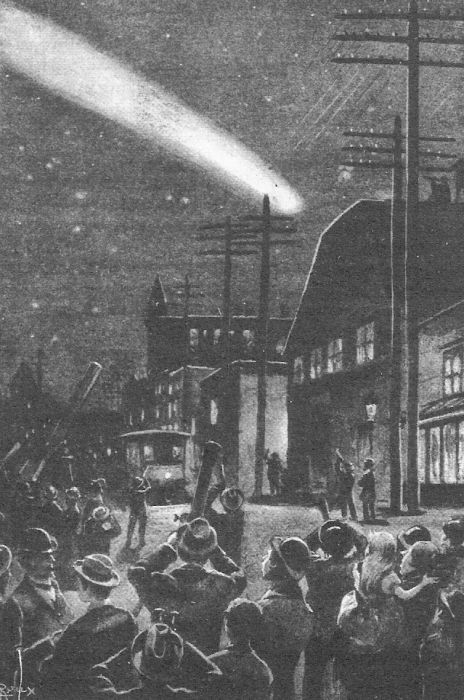
Soha nem figyeltek ilyen szenvedélyesen az egyikre és a másikra.
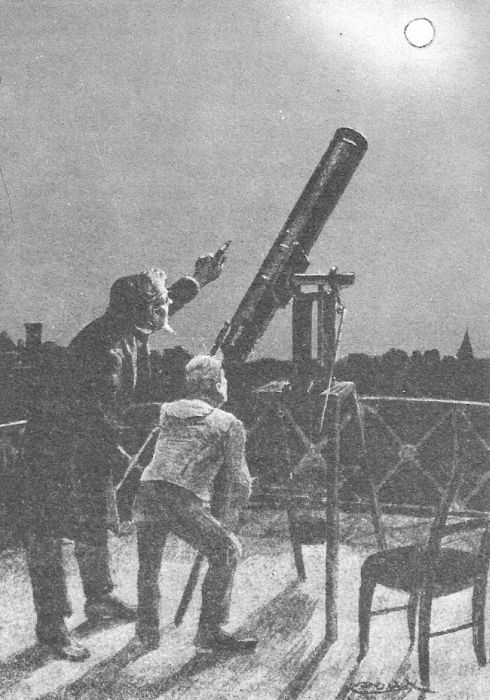
„Látom!”
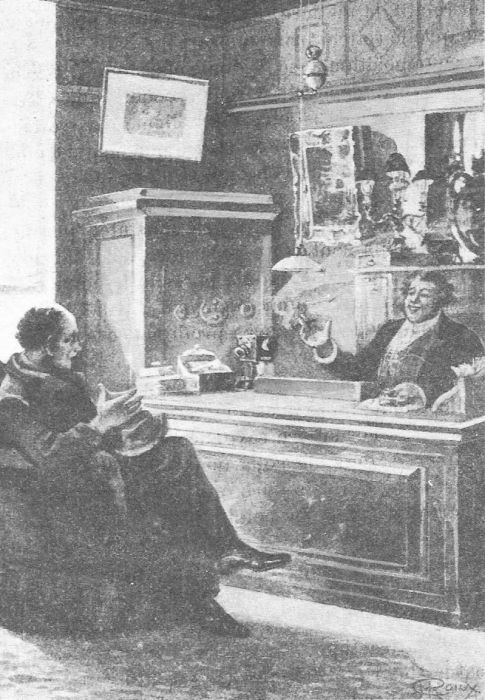
„Van erre eszköz?...”
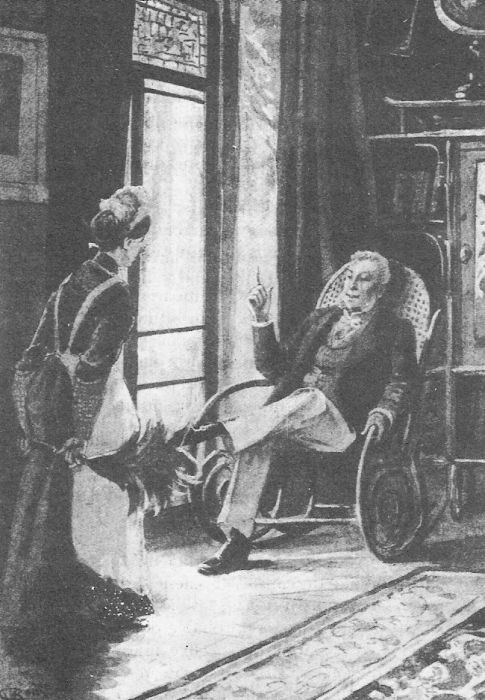
„Milliárdok járkálnak...”
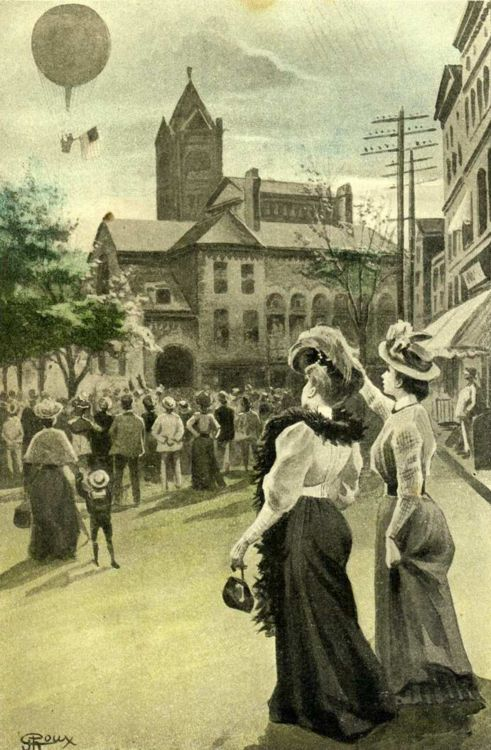
– Asszonyom... Egy léggömb! Nézze!”
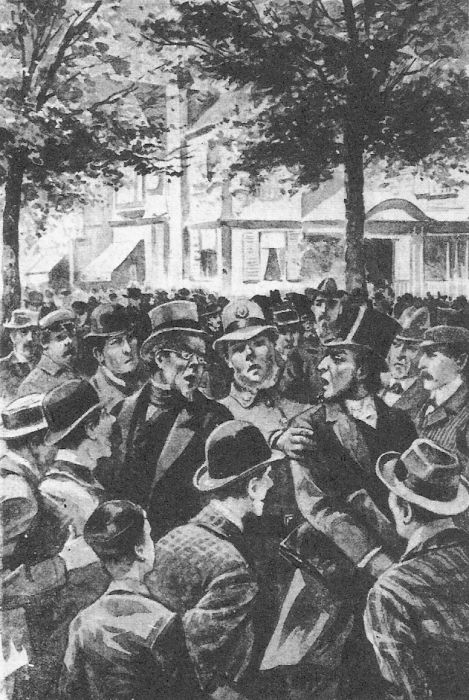
Szerencsére a hatóságok megtették óvintézkedéseiket.
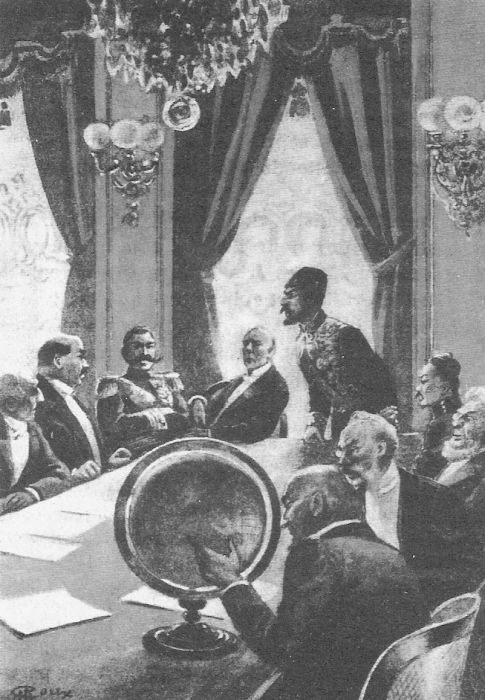
A lista felállítása nem ment egyszerűen.
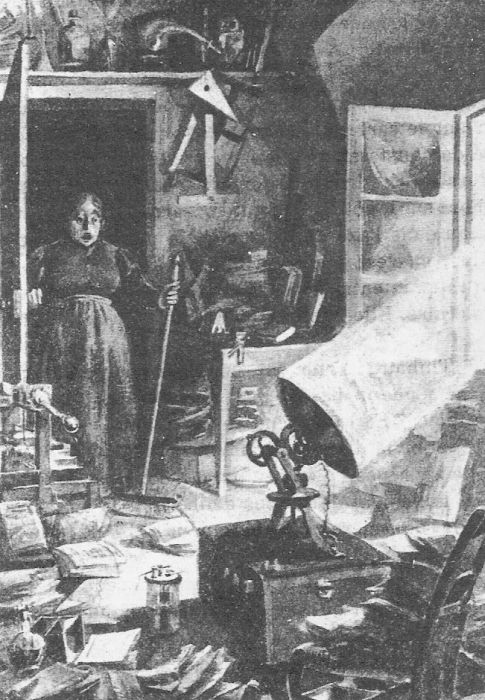
Thibaut-né asszony nem ütközött meg ezen.
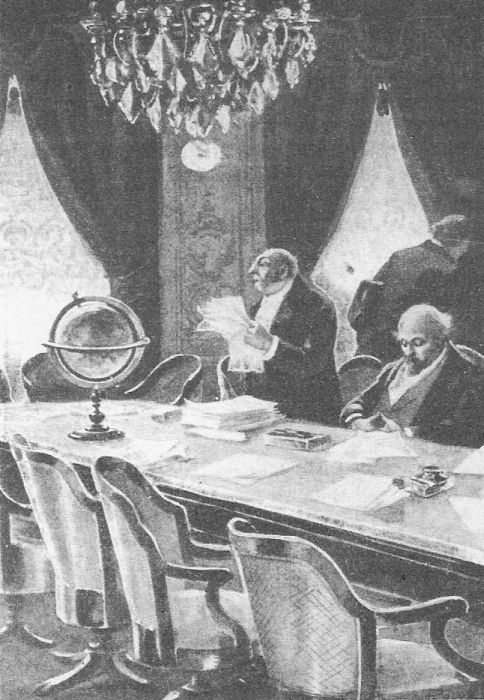
Erre az eshetőségre nem gondolt Ramontcho úr, aki ezzel a legszebb alkalmat mulasztotta el a hallgatásra.
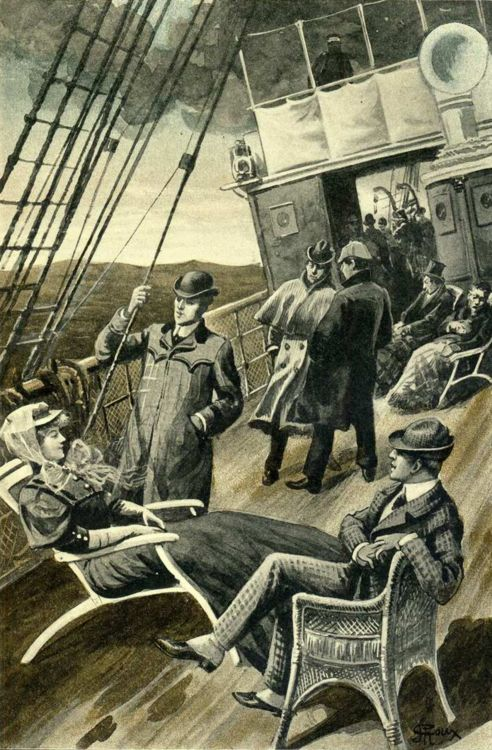
Nem lettek tengeri betegek.
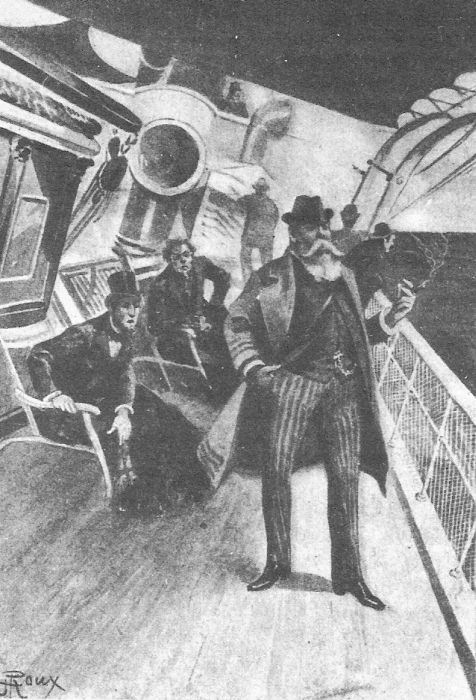
De Schnacknek el kellett jönnie...
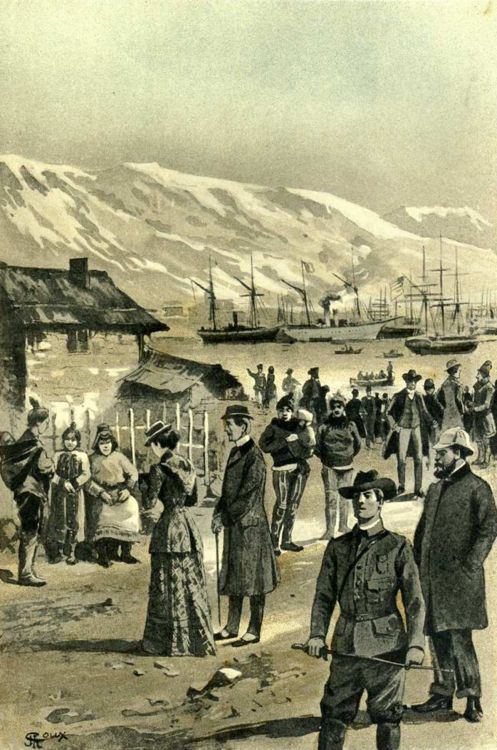
Nagyon sokféle emberből állt tömeg.
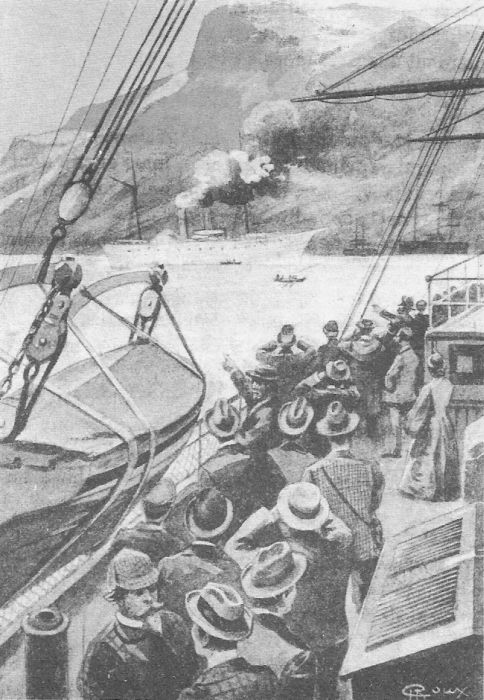
Ez a gőzös új adag kíváncsi embert hozott.
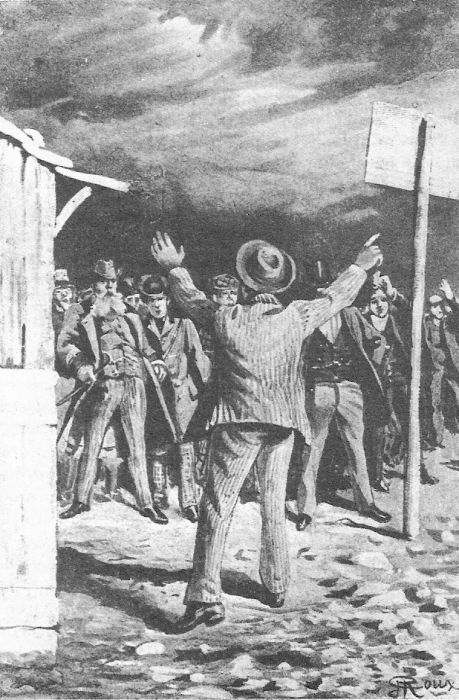
„MAGÁNTULAJDON! Tilos belépni.”
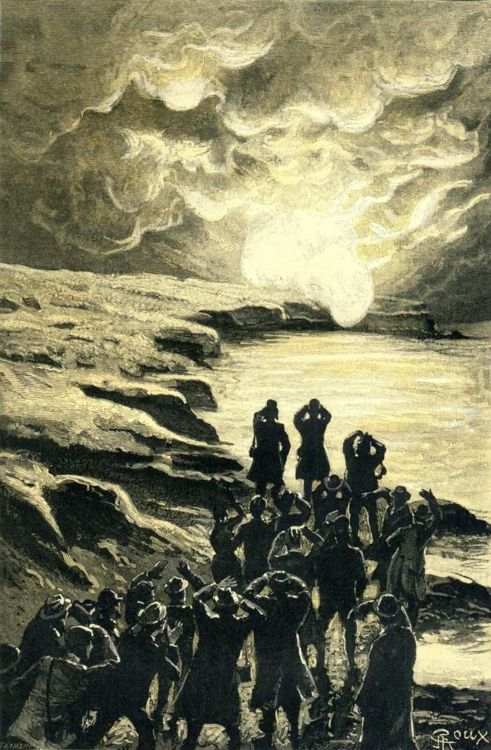
Ezen a négyszáz méteres távolságon.
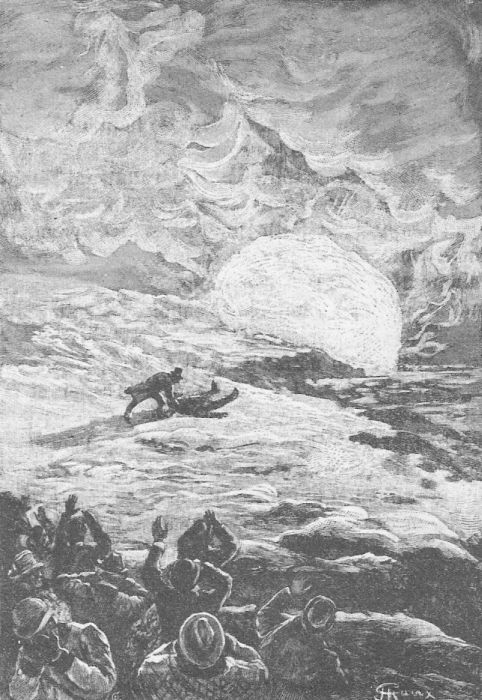
Dean Forsyth úr barátja segítségére sietett.
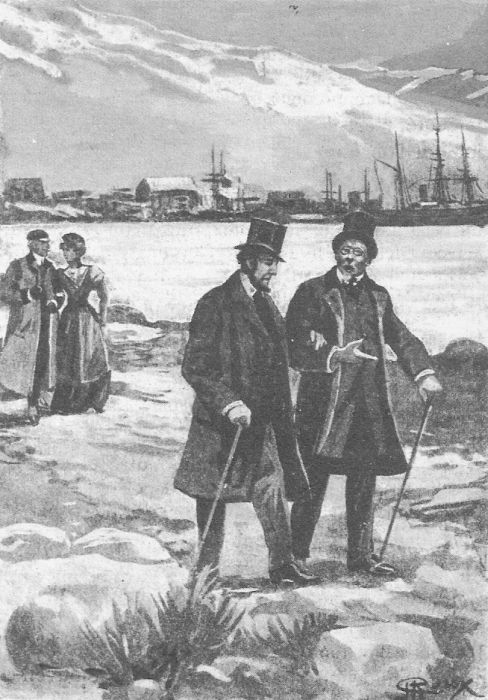
A két rivális még az ideiglenes rivalizálás emlékét is elvesztette.
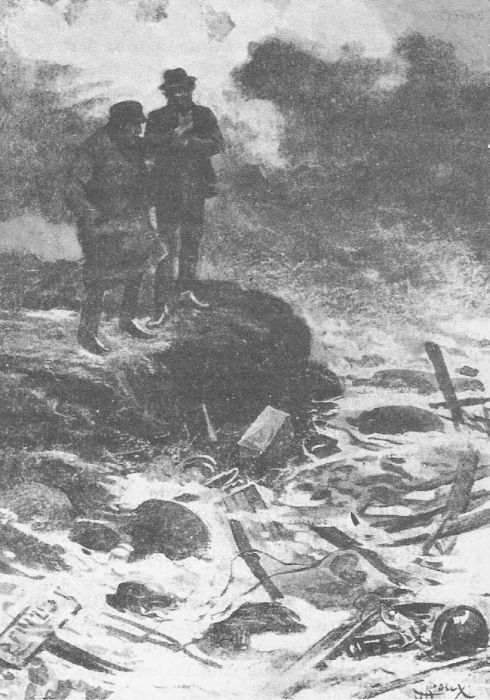
Minden elpusztult a katasztrófában.

## Magyar kiadások
- Az arany meteor, fordította: Sztrokay Kálmán, illusztráció: Georges Roux, 1919, Kultúra Könyvkiadó és Nyomda Rt., Budapest
- Az arany meteor, fordította: Sztrokay Kálmán, illusztráció: Georges Roux, 1919, Média Kiadó, Budapest, ISBN 9630258536
- Az arany meteor, fordította: Sztrokay Kálmán, illusztráció: Fabó Attila László, 2000, Unikornis, Budapest, 2000